# Rickard Günther
Rickard Günther, född 26 februari 1961 i Vasa i Finland, är en svensk teaterregissör. Han är son till skådespelaren och regissören Ernst Günther och Eva Winter och tvillingbror till konstnären Savva Ernst Günther.

## Biografi
Günther började i tonåren som gatuakrobat men följde sedan i faderns fotspår och blev regissör. Som en av grundarna av Teater Galeasen regidebuterade han där 1984 med pjäsen Största möjliga tystnad och var under flera år dess konstnärliga ledare. Med sin egensinniga, mörka, kraftfulla stil kom hans och ensemblens produktioner snabbt att väcka stor uppmärksamhet i Teatersverige. Det verkliga genombrottet kom med Lars Norén-kollaget Sakrament 1987. Han har arbetat på flera svenska och utländska teatrar, bland annat i Finland och Italien, och vid Dramaten, Stockholms stadsteater och Riksteatern. 
Han tilldelades Guldmasken för bästa teaterregi 1996 samt Svenska Dagbladets Thaliapris 2005. 

## Teater

### Regi
| År   | Produktion                                                                                              | Upphovsmän                                        | Teater                                            |
| ---- | --- | ------------------------------------------------- | ------------------------------------------------- |
| 1984 | Största möjliga tystnad                                                                                 | Rickard Günther och ensemblen                     | Teater Galeasen                                   |
| 1985 | Fiasko Kamrat                                                                                           | Rickard Günther och Bodil Lagerås                 | Teater Galeasen                                   |
| 1986 | Baal | Bertolt Brecht                                    | Teater Galeasen                                   |
| 1986 | Svart Skyddsängel                                                                                       | Jean Genet                                        | Teater Galeasen/ Kulturhuset, Kilenscenen         |
| 1987 | Sakrament                                                                                               | Lars Norén och Rickard Günther                    | Teater Galeasen                                   |
| 1987 | Mefisto                                                                                                 | Klaus Mann                                        | Statens scenskola i Malmö                         |
| 1987 | Barbaras långa nätter                                                                                   | Rikard Wolff och Rickard Günther                  | Teater Galeasen/ Kulturhuset, Kilenscenen         |
| 1988 | Caligula                                                                                                | Albert Camus                                      | Teater Galeasen                                   |
| 1988 | In memoriam                                                                                             | Stig Larsson och Rickard Günther                  | Teater Galeasen                                   |
| 1989 | Mars kärlekens spioner                                                                                  | Barbro Smeds                                      | Stockholms stadsteater                            |
| 1989 | Recital - personligt meddelande                                                                         | Rikard Wolff och Rickard Günther                  | Teater Galeasen/ Södra Teatern                    |
| 1990 | Orestes                                                                                                 | Lars Norén                                        | Teater Galeasen                                   |
| 1990 | Sakrament                                                                                               | Lars Norén och Rickard Günther                    | Teatro della Limonaia, Florens                    |
| 1991 | Artauds Rekviem                                                                                         | Rickard Günther och ensemble                      | Teater Galeasen                                   |
| 1992 | I bomullsfältens ensamhet                                                                               | Bernard-Marie Koltès                              | Dramaten                                          |
| 1993 | Roberto Zucco                                                                                           | Bernard-Marie Koltès                              | Teater Galeasen/ Stockholms stadsteater           |
| 1993 | Trappen                                                                                                 | Boris Vian                                        | Mammutteatret, Kanonhallen, Köpenhamn             |
| 1993 | Gatan                                                                                                   | Jim Cartwright                                    | Teater Galeasen                                   |
| 1994 | Tillbaka till öknen                                                                                     | Bernard-Marie Koltès                              | Malmö Stadsteater                                 |
| 1995 | Stjärnfall The Rise and Fall of Little Voice                                                            | Jim Cartwright                                    | Riksteatern/ Teater Galeasen/ Orionteatern        |
| 1995 | Angels in America part 1                                                                                | Tony Kushner                                      | Stockholms stadsteater                            |
| 1995 | Änglar eller soporna, staden och döden Der Müll, die Stadt und der Tod                                  | Rainer Werner Fassbinder                          | Teater Galeasen                                   |
| 1995 | Balkongen                                                                                               | Jean Genet                                        | Teaterhögskolan i Stockholm                       |
| 1996 | Angels in America part 2                                                                                | Tony Kushner                                      | Stockholms stadsteater                            |
| 1996 | Mojo | Jez Butterworth                                   | Teater Galeasen                                   |
| 1996 | Sylvia                                                                                                  | A.R. Gurney                                       | Folkan                                            |
| 1997 | Simpatico                                                                                               | Sam Shepard                                       | Riksteatern/ Dramaten                             |
| 1997 | The Black Rider                                                                                         | Robert Wilson, Tom Waits och William S. Burroughs | Dramaten                                          |
| 1998 | Markusevangeliet                                                                                        |                                                   | Folkan                                            |
| 1998 | Linje Lusta A Streetcar Named Desire                                                                    | Tennessee Williams Översättning Einar Heckscher   | Stockholms stadsteater                            |
| 1999 | Interview, Hot Line och Central Park West                                                               | David Mamet, Elaine May och Woody Allen           | Göteborgs stadsteater                             |
| 2000 | Belgrad, familjehistorier                                                                               | Biljana Srbljanović                               | Teater Galeasen                                   |
| 2002 | CI-VI-LI-SA-TI-ON                                                                                       | Claus Beck-Nielsen                                | Teater Galeasen                                   |
| 2003 | Lulus lovsång                                                                                           | Sara Lindh, Rickard Günther, Frank Wedekind       | Teater Galeasen                                   |
| 2003 | Beroende                                                                                                | David Hare                                        | Teater Galeasen                                   |
| 2004 | Körkarlen                                                                                               | Selma Lagerlöf                                    | Teater Galeasen                                   |
| 2004 | Dödsdansen                                                                                              | August Strindberg                                 | Stockholms stadsteater                            |
| 2004 | Jag är min egen fru                                                                                     | Dough Wright                                      | Stockholms stadsteater                            |
| 2005 | Påklädaren                                                                                              | Ronald Harwood                                    | Stockholms stadsteater                            |
| 2005 | Rastplatz                                                                                               | Elfriede Jelinek                                  | Stockholms stadsteater                            |
| 2006 | Temperance                                                                                              | Staffan Göthe                                     | Stockholms stadsteater                            |
| 2007 | Clownen Jac                                                                                             | Hjalmar Bergman/Rickard Günther                   | Stockholms stadsteater/ Strindbergs Intima Teater |
| 2007 | Don Juan i Soho                                                                                         | Patrick Marber                                    | Stockholms stadsteater                            |
| 2008 | Bländverk Augenlicht                                                                                    | Marius von Mayenburg                              | Teater Giljotin                                   |
| 2012 | Så enkel är kärleken                                                                                    | Lars Norén                                        | Scalateatern                                      |
| 2012 | Genom den trånga porten                                                                                 | Sara Lindh efter Karen Armstrong                  | Södra Teatern                                     |
| 2014 | Chaplin - Den bitterljuva historien om blomsterflickan, estradören och deras två söners olycksaliga öde | Sara Lindh                                        | Örebro länsteater                                 |
| 2015 | Konsten att falla                                                                                       | Sara Stridsberg                                   | Teater Galeasen                                   |
| 2019 | Dansa med mig Dans med mig                                                                              | Peter Asmussen Översättning Tom Silkeberg         | Regionteatern Blekinge Kronoberg                  |

## Filmografi

### TV-teater
| År   | Produktion     | Upphovsmän       | Bolag               |
| ---- | -------------- | ---------------- | ------------------- |
| 1996 | Grynnan        | Ensemblen        | Sveriges Television |
| 2004 | Prinsessdramer | Elfriede Jelinek | Sveriges Television |